# Saeed Al-Mowalad
Saeed Al-Mowalad (ur. 9 marca 1991) – saudyjski piłkarz, grający na pozycji obrońcy w portugalskim klubie SC Farense. W 2012 dotarł z Al-Ahli Dżudda do finału Azjatyckiej Ligi Mistrzów.